# Метју Веб
Метју Веб (енгл. Matthew Webb; Доули, 19. јануар 1848 — Нијагара Фолс, 24. јул 1883) био је енглески капетан брода, пливач и каскадер. Познат је у историји као прва особа која је препливала Ламанш без употребе икаквих помагала. Године 1875. растојање од Довера у Енглеској до Калеа у Француској препливао је за мање од 22 сата. Умро је покушавајући да преплива Вртлог Нијагара у подножју Нијагариних водопада, подвиг који је проглашен немогућим.

## Рани живот и каријера
Веб је рођен 1848. године у енглеском граду Доули, као једно од четрнаесторо деце у породици хирурга Метјуа Веба и његове супруге Саре Картрајт Веб. Научио је да пливања у реци Северн, најдужој реци Уједињеног Краљевства. 
Године 1860, када му је било свега 12 година, пријавио се на брод за обуку HMS Conway, а затим се придружио трговачкој морнарици. Током година проведених на мору постао је искусан поморац и веома добар пливач. Док је служио као други помоћник на броду Русија, који је путовао од Њујорка до Ливерпула, скочио је у океан да спасе дављеника. Његов напор је био безуспешан и несрећни човек никада није пронађен, али је за показану храброст 1873. године добио златну медаљу Краљевског хуманог друштва Велике Британије за спасавање живота, награду од 100 фунти и учинила га херојем британске штампе. У лето 1863, током боравка код куће, Веб је спасао и свог брата Томаса од дављења у реци Северн.

## Препливавање Ламанша
Године 1873, док је служио као капетан пароброда Емералд, Веб је прочитао извештај о неуспелом покушају Ј. Б. Џонсона да преплива Ламанш. Ово га је инспирисало да сам покуша. Напустио је посао да би почео да тренира, прво у Лондону, на Темзи, а затим и на Ламаншу.
Први пут је покушао да преплива канал 12. августа 1875. године, али су га јаки ветрови и лоши услови на мору приморали да одустане. Други покушај је уследио 24. августа, са Адмиралског пристаништа у Доверу. У пратњи три чамца, намазан уљем плискавице запливао је уједначеним прсним стилом. Упркос убодима медуза и јаким струјама које су га пет сати ометале да стигне до обале, коначно је, после приближно 21 сат и 40 минута, допливао до обале у близини Калеа, што је званично прво успешно препливавање Ламанша. Том приликом, пливајући у цик-цак, Веб је препливао дужину од око 66 км. Његов рекорд оборио је тек 1926. године аргентински пливач маратонац Енрике Тирабочи (Enrique Tirabocchi), препливавши канал за 16 сати и 33 минута.
Овим подухватом Веб је постао први пливач који је препливао Ламанш без икакве помоћи. Јуна 1875. Американац Пол Бојтон је препливао овај канал за 24 сата, али је носио одело на надувавање.

## Каснији живот
Након овог рекорд, Веб је уживао у националној и међународној слави и наставио је каријеру као професионални пливач. Написао је књигу под називом Уметност пливања. Лиценцирао је своје име за продају сувенира, а по њему је названа и једна марка шибица. Учествовао је у егзибиционим пливачким мечевима и представама, попут плутања у води током 128 сати.
У мају 1879. Веб је освојио пливачко првенство Енглеске, такмичећи се са шампионима из других градова. Затим је, пливајући четрнаест сати дневно током шест дана, прешао раздаљину од 74 миље (што је око 120 км). Септембра исте године такмичио се за првенство света против Пола Бојтона. Веб је победио, али је оптужен за превару, па новац од награде није добио.
Дана 27. априла 1880. Веб се венчао са Медлин Кејт Чедок. Имали су двоје деце, Метјуа и Хелен.

## Смрт на Нијагариним водопадима
Вебов последњи подухват био је опасно пливање кроз Вртлог Нијагара на реци Нијагари, у подножју Нијагариних водопада. Овај подухват многи су сматрали самоубилачким. Иако није успео да за овај подухват заинтересује финансијере, ипак је наставио са реализацијом. 
Веб је дошао на Нијагарине водопаде током лета 1883. За успешан подухват обећана му је награда од 2.000 долара. Дана 24. јула 1883 У 16 часова Метју Веб је у малом чамцу кренуо према средини реке Нијагаре. У 16:25 скочио је у реку и почео да плива према моћним брзацима. Постоји велики сукоб мишљења очевидаца о томе да ли је уопште прошао кроз брзаке. Неки верују да је прошао кроз брзаке за два минута, али да га је сам вир повукао на дно, док други тврде да се удавио већ у брзацима, пре него што је стигао до вира. Извештаји из тог времена говоре да је Веб по свој прилици успешно препливао први део трасе, али је настрадао у делу реке који се налази близу улаза у вир. Веб је сахрањен у граду Нијагара Фолс. Његово унакажено тело пронађено је четири дана касније у близини Квинстона. Сахрањен је на гробљу у Нијагара Фолсу.

## Утицај и помени
Године 1909. Вебов брат Томас подигао му је споменик у родном граду Доулију. На споменику је кратак епитаф: „Ништа велико није лако“. Данас се налази у улици у којој је породица некада живела. По њему су у овом граду назване две улице и основна школа.
Споменици у његову част подигнути су и у другим градовима Енглеске.
Вебов живот и смрт касније су инспирисали многе уметнике.
О Вебовом животу написана је 1986. године књига под насловом Ништа велико није лако.
Године 1965. Метју Веб примљен је у Међународну кућу славних водених спортова.

### Метју Веб на филму
У Документарном филму из 2007. под називом Пливање: кратка историја говори се, између осталог, о Вебовом успешном подухвату препливавања Ламанша се и неуспеху на Нијагариним водопадима. Веб се описује као цењен због својих 'спортских достигнућа'.
Вебу је посвећена једна епизода хумористичке серије Страшна историја (енгл. Horrible Histories) из 2009. године.
Године 2015. премијерно је приказан дугометражни филм Капетан Веб, Прича о првом човеку који је, без икакве помоћи, препливао Ламанш. Иако номинован за награду, филм није постигао већи успех.

## Занимљивости
Едвард Веб из Нотингема, потомак неког од Метјуове браће,  је 12. септембра 1992. године постао први човек који је самостално прелетео Ламанш параглајдером. То је било 117 година након што је његов предак препливао канал. Едвард је у то време имао само 20 година. Овај подвиг помогао је да се прикупи 2,5 милиона фунти за добротворну организацију Хришћанске спасилачке службе за децу у невољи.